# Gottlieb Wilhelm Ludloff
Gottlieb Wilhelm Ludloff (* 15. April 1782 in Sondershausen; † 1840 in Sankt Petersburg) war ein kaiserlich russischer Bergbaubeamter.

## Leben
Gottlieb Ludloff war ein Sohn von Gottlieb Friedrich Ludloff, besuchte die Bergakademie Freiberg und wanderte 1800 als Bergbaubeamter aus Deutschland nach Russland aus.
Ab 1801 war er „Correspondiertes Mitglied“ der 1796 in Jena gegründeten Societät für die gesamte Mineralogie (SGM).
In seinem Bericht 1804 an die SGM beschreibt er seine Entdeckung eines Kupfererzes, welches im Dunkeln phosphoresziert.
Von 1806 bis 1807 nahm er im Auftrag der russischen Regierung an einer „abenteuerlichen“ Expedition nach Nowaja Semlja teil.
Es existierte die Überlieferung, dass auf dieser Doppelinsel ergiebige Silbervorkommen lagern. Daher stellt 1806 der damalige russische Reichskanzler, Graf Rumjanzew, auf seine Kosten ein Team aus Sachverständigen zusammen, zu denen auch Ludloff gehörte. 1806 kam Ludloff in Archangel an, reiste dann entgegen der Empfehlung, auf besseres Wetter zu warten, per Rentier über Onega nach Kola weiter. Hier musste er warten, bis er per Schiff weiterfahren konnte. Aufgrund von fehlender Planung und Erfahrung begann eine Irrfahrt.
Nach Ankunft auf Nowaja Semlja konnten weder Zeugnisse des Bergbaus noch Silbervorkommen entdeckt werden. Auf der Rückfahrt nach der erfolglosen Expedition zur Doppelinsel entdeckte er an einem Rastplatz Schwefel und Kupfer-Calcedon-Vorkommen. Aus Archangel reiste er direkt nach Sankt Petersburg, um den Reichskanzler Rumjanzew zu treffen, der ihn „großsmüthig“ belohnte. Ludloff wurde daraufhin zum Markscheider befördert. Gottlieb Ludloff war der erste Geologe, der die russische Doppelinsel Nowaja Semlja besuchte und die These aufstellte, dass, entgegen der damaligen Meinung, die Insel nicht als Ausläufer des Urals angesehen werden kann.
Reiseberichte mit seiner namentlicher Erwähnung sind in Neue Allgemeine Geographische Ephemeriden und bei Irmisch zu finden. 1818 war Ludloff Markscheider bei den Goroblogodatschen Bergwerken im Werchoturschen Kreise des Permschen Gouvernements.

## Berichte (Auswahl)
- Ludloff: [Mitteilung]. In: Schriften der Herzoglichen Societät für die gesammte Mineralogie zu Jena, 1. Band 1804, S. 251‒253.
- Nachricht von einer, im Jahr 1806 auf Veranstaltung des Reichskanzlers, Grafen Nicolai von Rumanzoff nach Nowa Zemla unternommenen Entdeckungsreise. In: Neue Allgemeine Geographische Ephemeriden 3. Band 1818, S. 265‒277.
- Thilo Irmisch: Ein Thüringer auf Nova-Zembla. In: Regierungs- und Nachrichtsblatt für das Fürstenthum Schwarzburg-Sondershausen vom 25. Februar bis 2. März 1875, S. 94f., 99, 102f. (Nachdruck in Beiträge zur Schwarzburgischen Heimathskunde. Band 2, 1906, S. 298‒304.)